# Victorino Carrion
Victorino Carrion (Manilla, 6 maart 1872 - 9 mei 1935) was een Filipijns zanger, die in de eerste drie decennia van de twintigste eeuw furore maakte als tenor en operazanger in zijn vaderland.

## Biografie
Victorino Carrion werd geboren op 6 maart 1872 in Quiapo in de Filipijnse hoofdstad Manilla. Hij was het vijfde van elf kinderen van Balbino Carrion, voorzanger en tenor in de Quiapo Church en Basilia Jose. Hij studeerde aan de Ateneo de Manila. Tijdens zijn studie zong hij in de kerk en bij religieuze gelegenheden. Tijdens de Filipijnse revolutie nam hij de smederij van zijn schoonzus over, die vanwege het geweld de stad ontvluchtte. Nadien nam hij de zaak van haar over. Het werk in de smederij veranderde ook zijn stem. Zijn toonhoogte ging er van omlaag. 
In 1901 nam hij stemlessen bij de Italiaanse maestro Enrico Capuzzi. Van 1902 tot 1905 was Carrion verbonden aan de Gran Compania de Zarzuela Tagala, waarmee hij door de Filipijnse provincies toerde en grote populariteit verwierf. Hij trad op met sterren als Maria Carpena en zong samen met buitenlandse sopranen in operas van bekende Europese componisten als Beethoven, Mozart Verdi en Schumann. Ook gaf hij zanglessen aan diverse onderwijsinstituten.
Carrion overleed in 1935 op 63-jarige leeftijd. Hij was getrouwd met Agatona Trinidad en kreeg met haar zes kinderen.